# Чешлама (деревня)
Чешлама́ (чув. Чашлама) — деревня в Козловском районе Чувашской Республики России. Входит в состав Аттиковского сельского поселения. Одно из названий Мартыновского могильника происходит от названия деревни.
День деревни отмечается в первое воскресенье июня.

## Топонимика
Название произошло от чув. чашла- «шуметь» (корень глагола). Чашлама — инфинитивная форма этого глагола, может выступать в значении прилагательного и существительного.

Чашлама — кипучий, шумный. Чашлама çăл — кипучий источник. Чашлама çăл тиекен çăл пур; ту патӗнчен тухать те чул çинчен чашласа (шавласа) юхса анать. Есть источник, называемый кипуном; он бьёт из склона горы и шумно сбегает вниз по камням. В этой деревне широко известный в округе родник, бьющий ключом из-под земли.

## География
Расстояние до Чебоксар 87 км, до райцентра 15 км, до железнодорожной станции 12 км. 

Расположена в верховье реки Атиково (Белая Воложка).

## Административно-территориальное деление
В 18 веке до 1927 года в составе Большой Аринской, Богородской волостей Чебоксарского уезда,

с 1927 по 1962 гг. в составе Козловского района,

с 1962 по 1965 гг. в составе Урмарского района,

с 1965 — Козловского района.

## История
В конце XIX — начале XX веков в Чешламе работала земская школа.
В 1930 году образован колхоз «Ударник».

## Население
Жители — чуваши, до 1866 государственные крестьяне; занимались земледелием, животноводством, плотницким и портняжным промыслами.
Число дворов и жителей:
в 1795 — 97 дворов; 

1858 — 222 мужчины, 224 женщины; 

1897 — 426 мужчин, 401 женщина; 

1926 — 220 дворов, 486 мужчин, 529 женщин;

1939 — 421 мужчина, 487 женщин; 

1979 — 162 мужчины, 262 женщины; 

2002 — 119 дворов, 238 человек: 99 мужчин, 139 женщин; 

2010 — 100 частных домохозяйств, 238 человек: 112 мужчин, 126 женщин.
| 2010 | 2012 |
| ---- | ---- |
| 238  | ↗252 |

По данным Всероссийской переписи населения 2002 года в деревне проживали 238 человек, преобладающая национальность — чуваши (96%).

## Экономика
Функционирует СХПК «Родина» (по состоянию на 2010 год).

## Социальная инфраструктура
Имеются фельдшерско-акушерский пункт, магазин, торговый киоск.
Улицы: Ленина, Советская, Совхозная, Пролетарская, Школьная, Красная, Набережная; улица Казарма.

### Культура и религия
Функционирует Чешламинский сельский дом культуры.
В 2011 году в доме купца П. Д. Селиванова (нач. 20 в.) и в бывшем здании Чешламинской сельской библиотеки открыт храм Преображения Господня (Преображения Господня Бога и Спаса нашего Иисуса Христа).

## Достопримечательности
- Обелиск павшим воинам-односельчанам за Родину (ул. Красная)[16].
- Дома купцов Селивановых (улица Советская, 16а, 18, 24, 38)[12]
- Чешламинский родник «Чашлама çăл» (ул. Набережная).
- памятник архитектуры (региональный) Городище «Хола Йопи» — железный век (в 3 км западнее деревни)[17][18].
- памятник архитектуры (региональный) Могильник «Шуршу масаре „турбэ“ („Тахар тупе“)» — средние века (д. Мартыново, в 0,8 км северо-восточнее деревни)[19], под названием «Чешламинское кладбище» неоднократно описан В. К. Магницким в работах 1860—80-х гг.[20].

## Уроженцы
- Беловощева Наталья Павловна — врач, участник Великой Отечественной войны, заслуженный врач Чувашской АССР (1961), заслуженный врач РСФСР (1969)[21].
- Ишутов Михаил Якимович — копиист (переписчик) Синода в 18 веке[22].
- Селиванов Георгий Григорьевич — общественно-политический деятель[23].
- Селиванова Зоя Павловна — первая чувашская концертирующая певица с высшим музыкальным образованием, музыкальный редактор Комитета радиоинформации при Совете Министров Чувашской АССР, солистка вокального ансамбля; солистка Чувашского государственного ансамбля песни и танца, преподаватель сольного пения в Чебоксарском музыкальном училище[24].
- Жуковский Рэм Николаевич - баянист, композитор, профессиональный педагог Чебоксарского музыкального училища им. Ф.П. Павлова, автор музыкального произведения "Чувашская плясовая".